# پرکردن دندان
پرکردن دندان یا ترمیم دندان به بازگرداندن عملکرد و شکل ظاهری دندان آسیب دیده با مواد ترمیم کنندهٔ دندان گفته می‌شود. خرابی ساختار دندان معمولاً در اثر پوسیدگی دندان یا آسیب‌های خارجی به وجود می‌آید.و گاهی ترمیم دندان به منظور اصلاح بدشکلی‌های دندانی انجام می‌شود .اصلاح بدشکلی و نافرمی دندان اصطلاحاً دندانپزشکی زیبایی محسوب می‌شود.

## مواد ترمیمی
مواد ترمیمی دندانپزشکی به دودسته کلی کامپوزیت‌ها وآمالگام تقسیم‌بندی می‌شوند.این دو دسته از مواد در نوع استفاده وتراش وانتخاب دندان تفاوت‌های کلی باهم دارند.

## عصب کشی یا نه؟
تا هنگامی که پوسیدگی به پالپ دندان ( که عوام به آن عصب دندان میگویند ) نرسد می‌شود دندان را بدون درمان ریشه ( که عموماً به آن عصب کشی میگویند ) پر کرد و این ربطی به عمق پوسیدگی ندارد.
پس بهتر است هرچه زودتر دندان‌های پوسیده را پر کرد تا پوسیدگی به عصب نرسد.البته پوسیدگی دندان تنها عامل مسبب عصب کشی نیست و ضربه و مشکلات لثه و شکستگی دندان نیز می‌تواند باعث آسیب عصب دندان شود

## آماده کردن دندان
ترمیم دندان به شکل یک مناسب و با یک عملکرد مناسب در دو مرحله انجام می‌شود. ۱- آماده کردن دندان برای جاگذاشتن مواد ترمیمی در آن و ۲- جایگذاری کردن مواد ترمیمی در داخل دندان.
مرحله آماده کردن دندان برای جاگذاشتن مواد ترمیمی شامل برش دندان با مته‌های مخصوص دندان است که بعد از آن مواد ترمیمی در دندان جایگزین می‌شوند. همچنین در این مرحله قسمت‌های پوسیده دندان که از لحاظ ساختاری از بین رفته‌اند خارج می‌شوند.